# Gyűrűsfarkú erszényes
A gyűrűsfarkú erszényes (Pseudocheirus peregrinus) az emlősök (Mammalia) osztályának erszényesek (Marsupialia) alosztályágába, ezen belül a diprotodontia rendjébe és a gyűrűsfarkú erszényesek (Pseudocheiridae) családjába tartozó faj.
Nemének a típusfaja.

## Előfordulása
A gyűrűsfarkú erszényes nagy számban elterjedt Ausztrália keleti és délnyugati partvidékén. Tasmania területén is megtalálható. Annak ellenére, hogy ez a faj összességében gyakori, egyedszáma Victoria egyes részein csökkent. Ma nagyon ritkán lehet vele találkozni Nyugat-Ausztráliában, ahol régebben nagy számban fordult elő.

## Alfajai
- Pseudocheirus peregrinus convolutor Schinz, 1821
- Pseudocheirus peregrinus occidentalis (Thomas, 1888) - egyes kutató szerint külön, önálló fajt alkot Pseudocheirus occidentalis név alatt, vagy ha nem, akkor legalább fajkomplexumot a gyűrűsfarkú erszényessel[1]
- Pseudocheirus peregrinus peregrinus (Boddaert, 1785)
- Pseudocheirus peregrinus pulcher (Matschie, 1915)

## Megjelenése

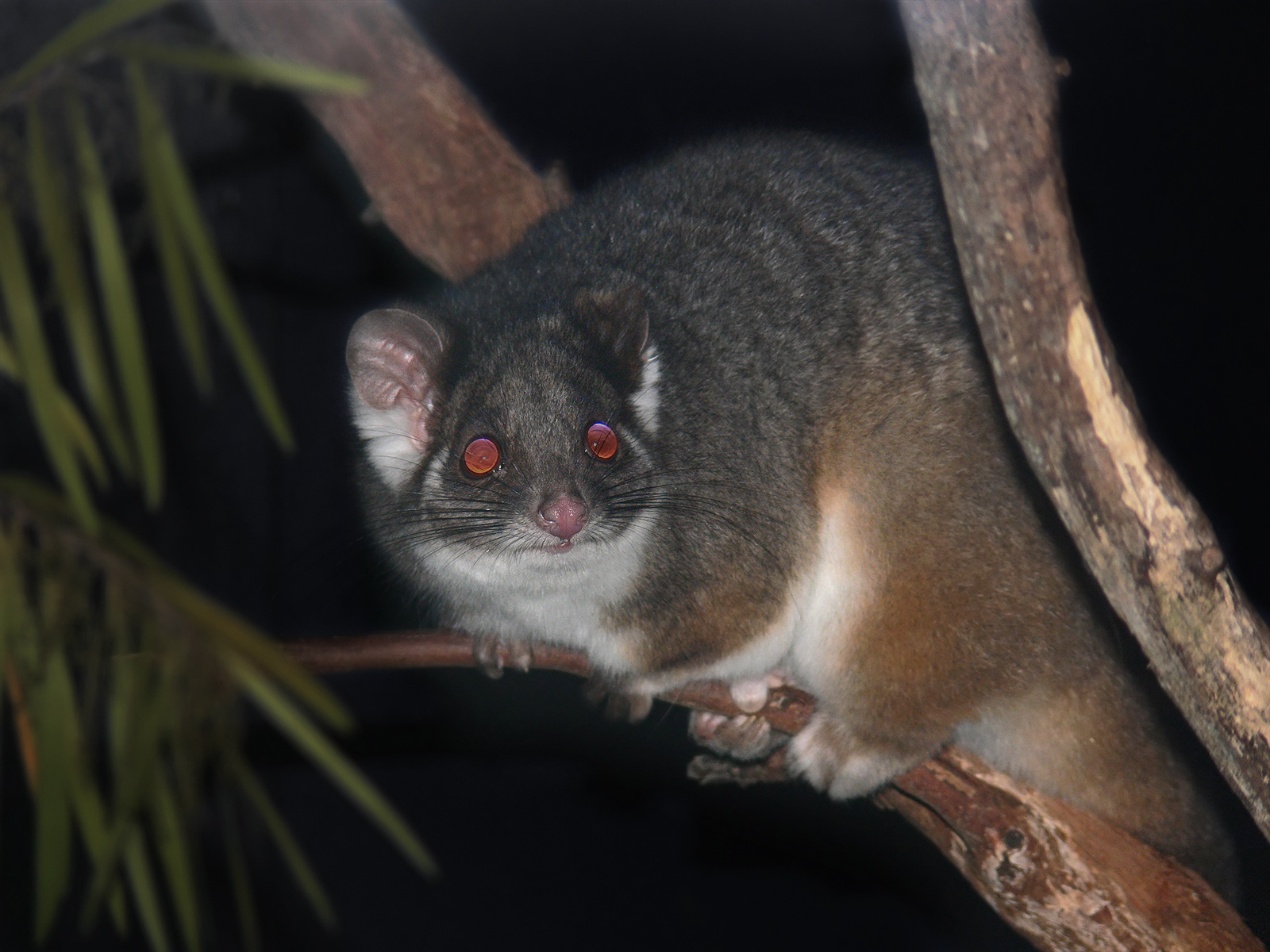
A természetes élőhelyén

Az állat fej-törzs-hossza 30-35 centiméter, farokhossza legfeljebb 35 centiméter és testtömege 700-1100 gramm. Bundája sűrű, puha és gyapjas; szőre rövidebb, mint sok más erszényesé. Különböző színű lehet, általában azonban a hátán szürkésbarna és a hasoldalon világosabb. Farka hosszú, erős és elvékonyodó. Utolsó harmada fehér és gyér szőrzetű, az állat jól tud vele kapaszkodni. Lába alkalmazkodott a fára mászáshoz, talpa csupasz. Két ujja a többi hárommal szemben helyezkedik el, így az állat jól meg tudja fogni az ágakat. Nagy, kidomborodó szemével éjszaka nagyon jól lát.

## Életmódja
A gyűrűsfarkú erszényes éjszaka aktív és párosával vagy családban él. Tápláléka eukaliptuszlevelek, virágok, rügyek és gyümölcsök. Az állat legfeljebb 6 évig él.

## Szaporodása
Az ivarérettséget 1-2 évesen éri el. A párzási időszak május–november között van. Az alom 1-3, általában 2 utódból áll. A kicsiket, a nőstény 4 hónapig hordja az erszényében. Az elválasztás 6 hónap után következik be. Nagyon nehéz áttérniük az anyatejről a levelekből, illetve gyümölcsökből álló étrendre. Sok fiatal állat nem éli túl az átállást, mert emésztési zavarokban pusztul el.